# Соловецький (селище)
Солове́цький (рос. Соловецкий) — селище в Приморському районі Архангельської області, Росія. Адміністративний центр Соловецького сільського поселення та найбільше поселення на Соловецьких островах.

## Розташування
Розташоване на архіпелазі в західній частині острова Великий Соловецький, що в Білому морі.

## Транспорт
У селищі є порт, де курсують пасажирські теплоходи до порту Кем (Республіка Карелія). Також є аеропорт, через який іде основний зв'язок з обласним центром — Архангельськом.

## Галерея селища

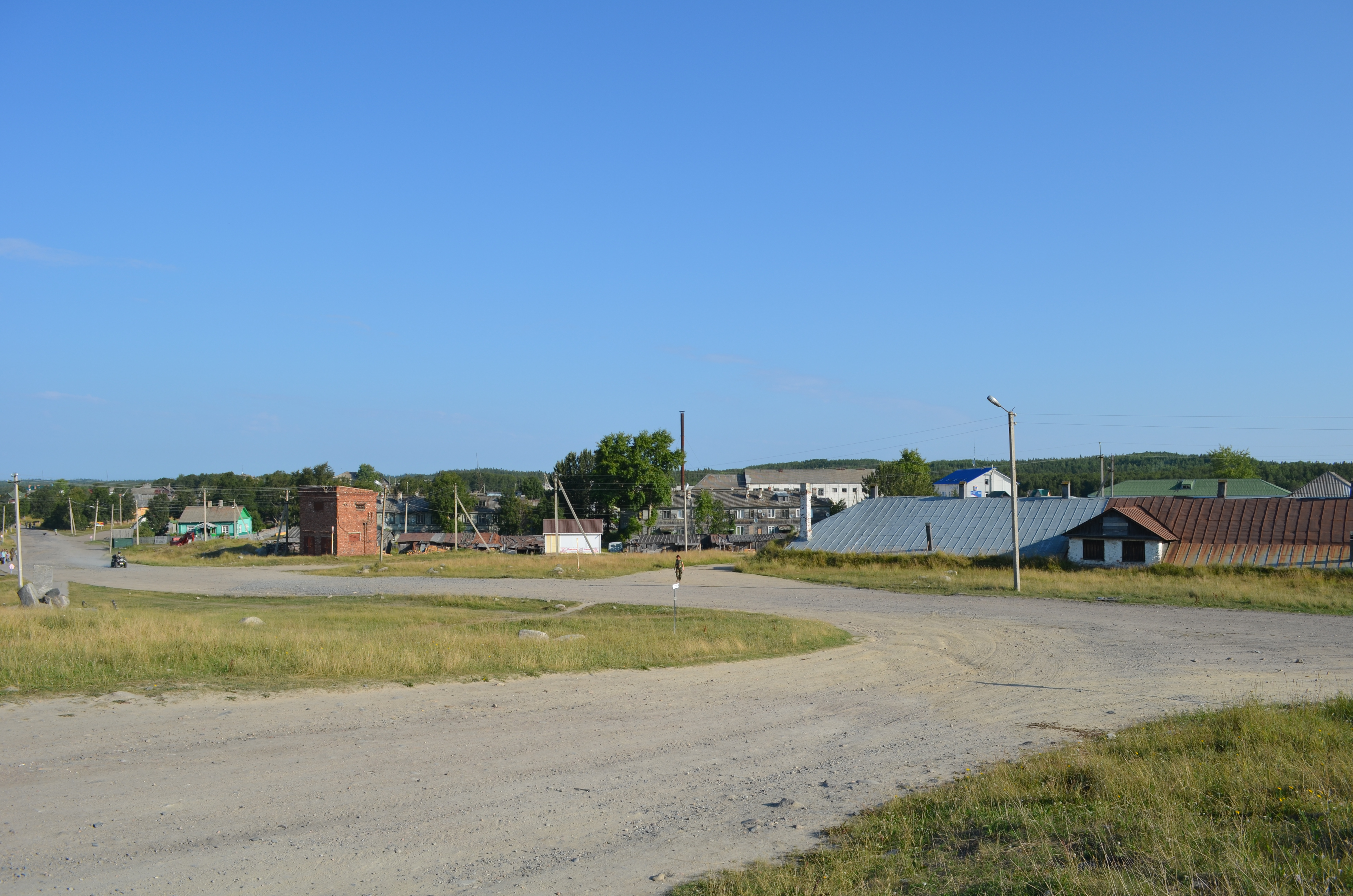
Панорама селища
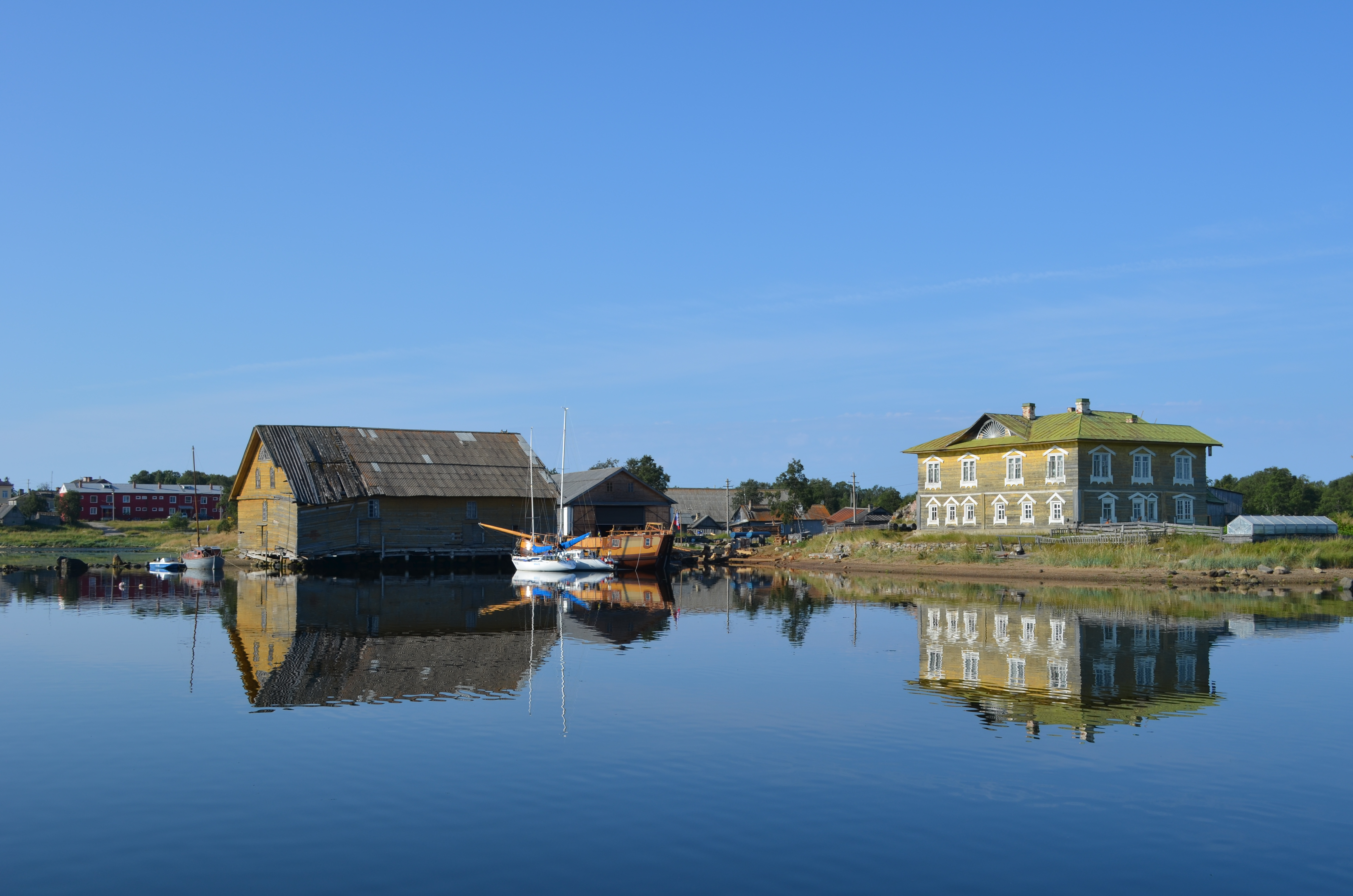
Будівлі біля моря
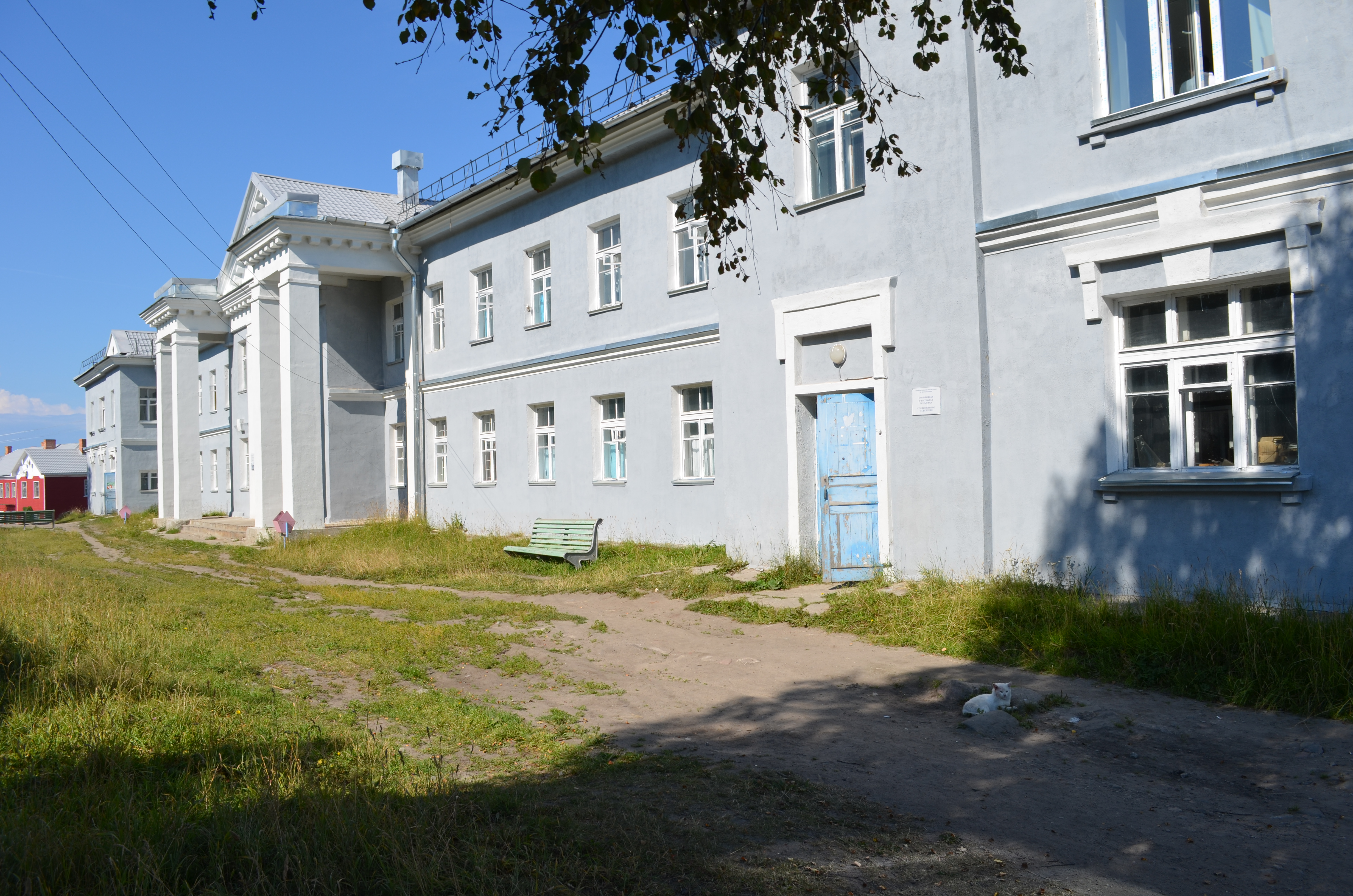
Головна адміністративна будівля селища
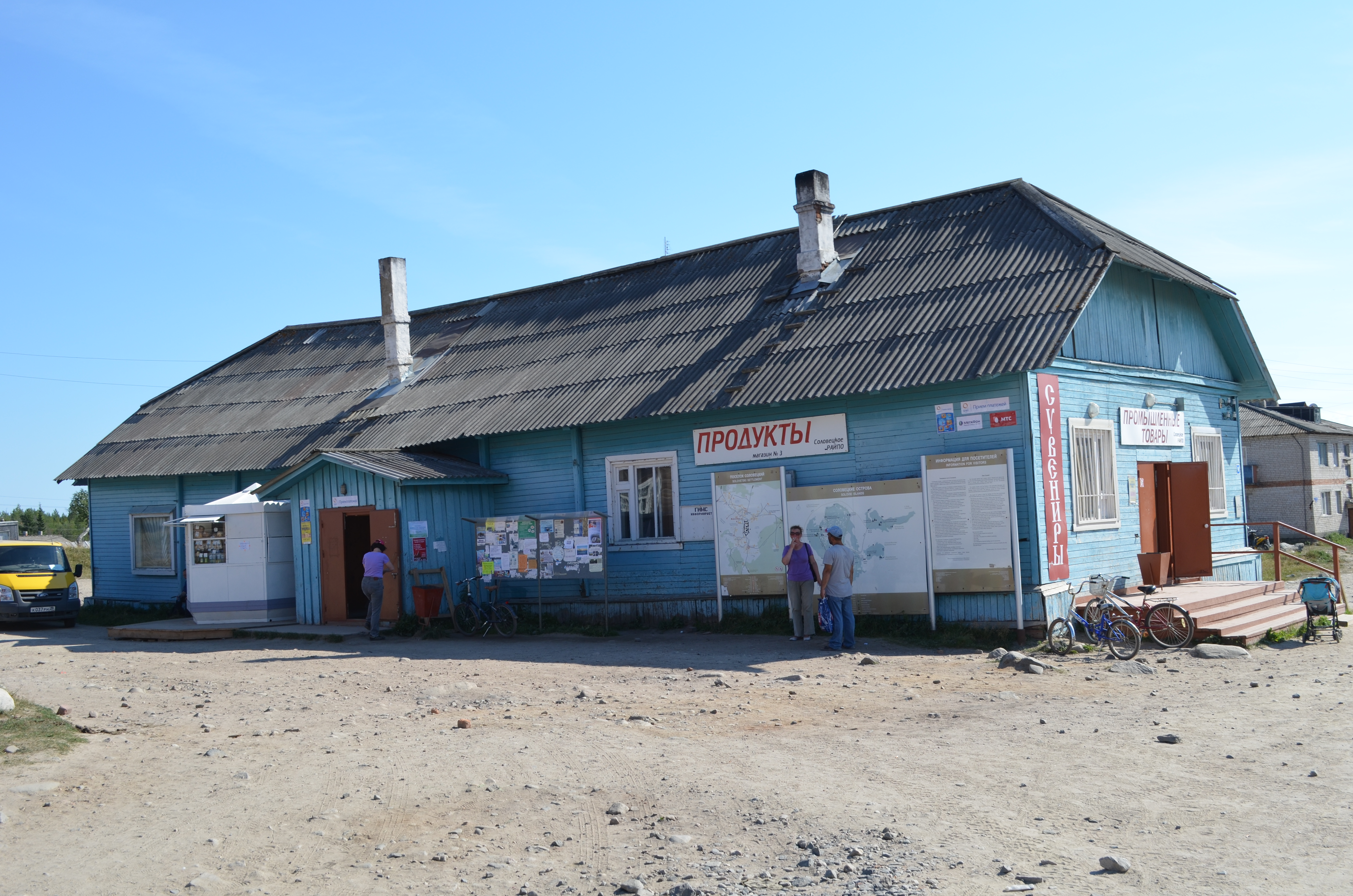
Продуктовий магазин
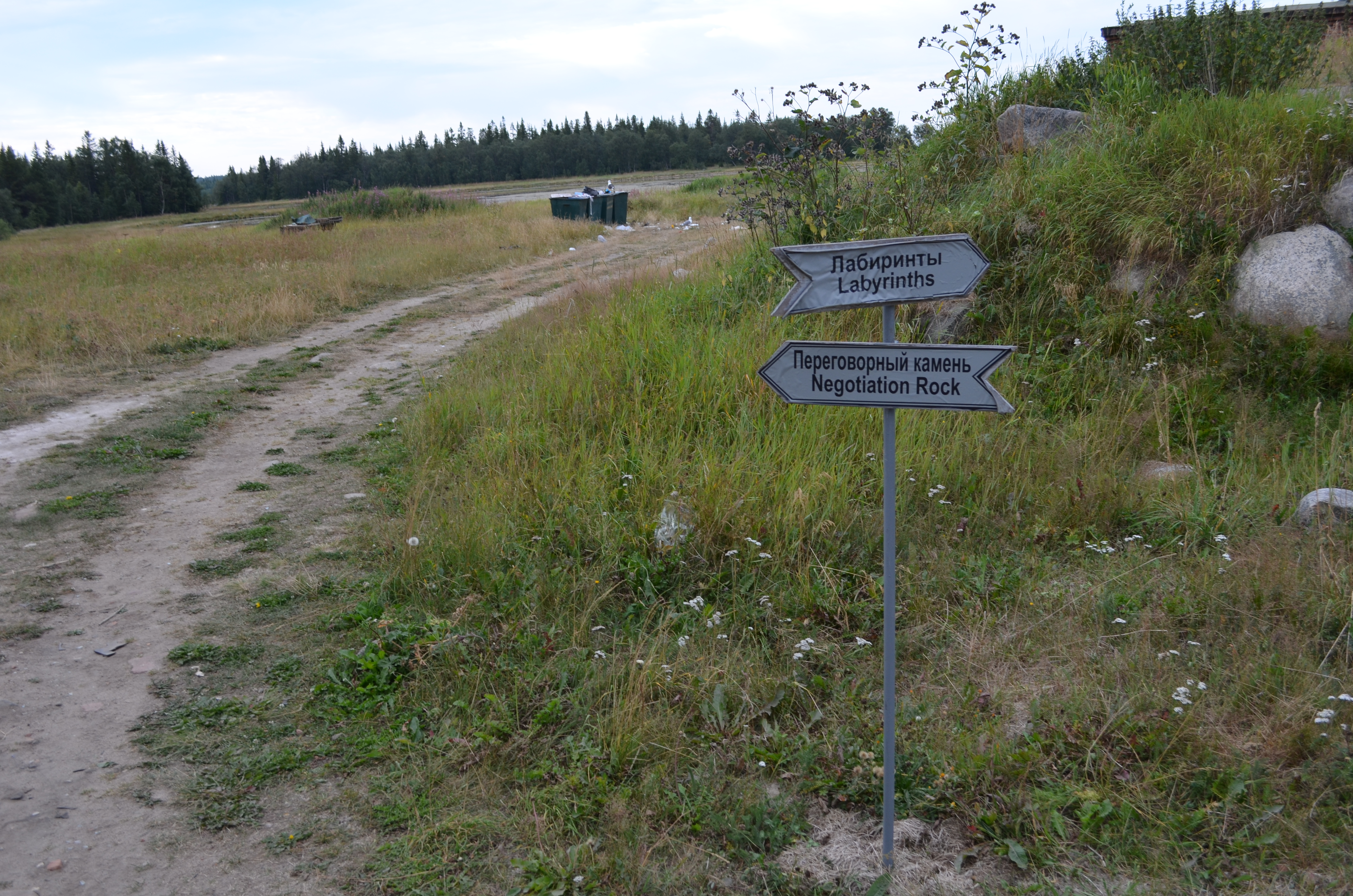
Вказівники на околиці селища
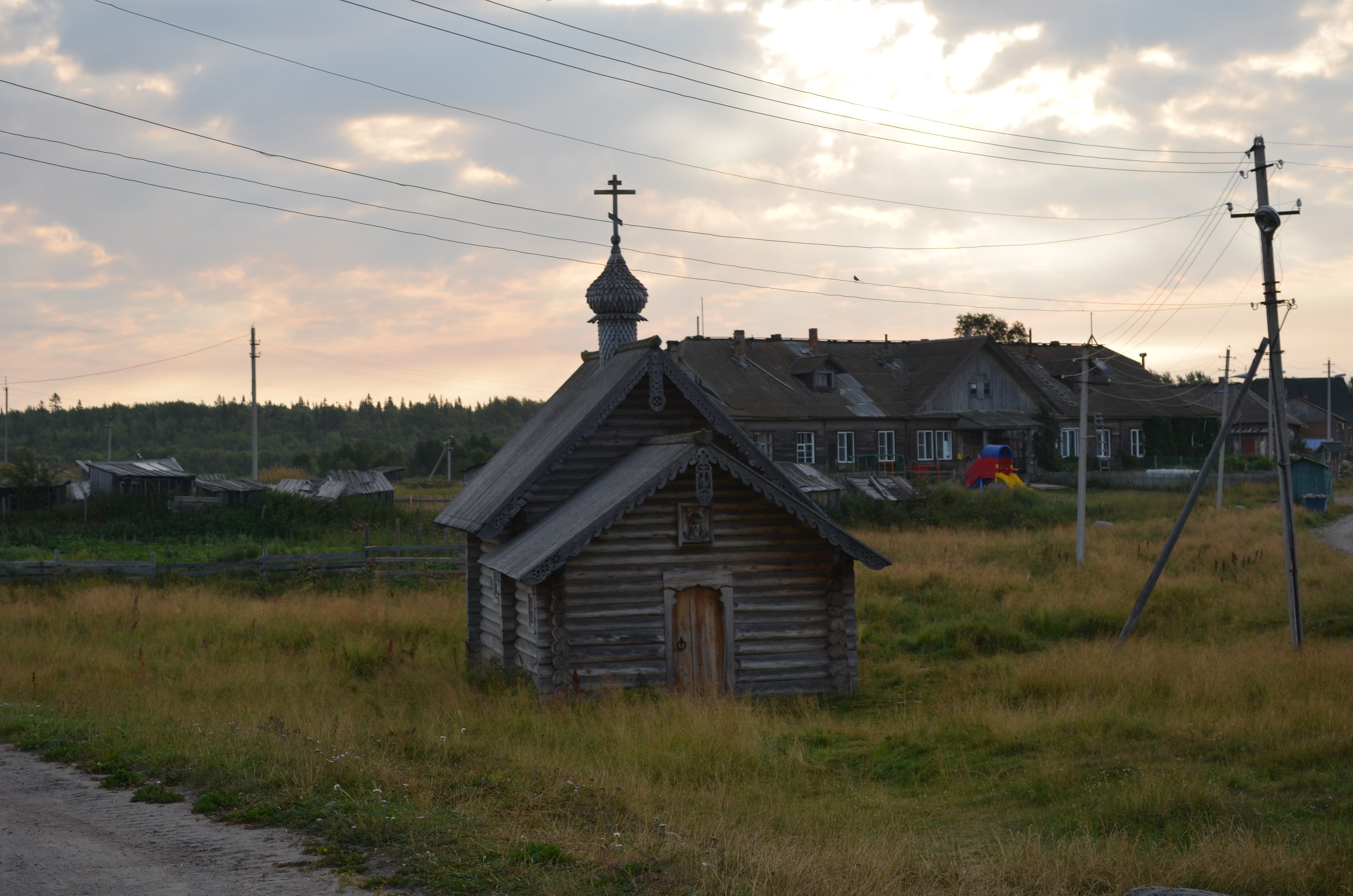
Каплиця
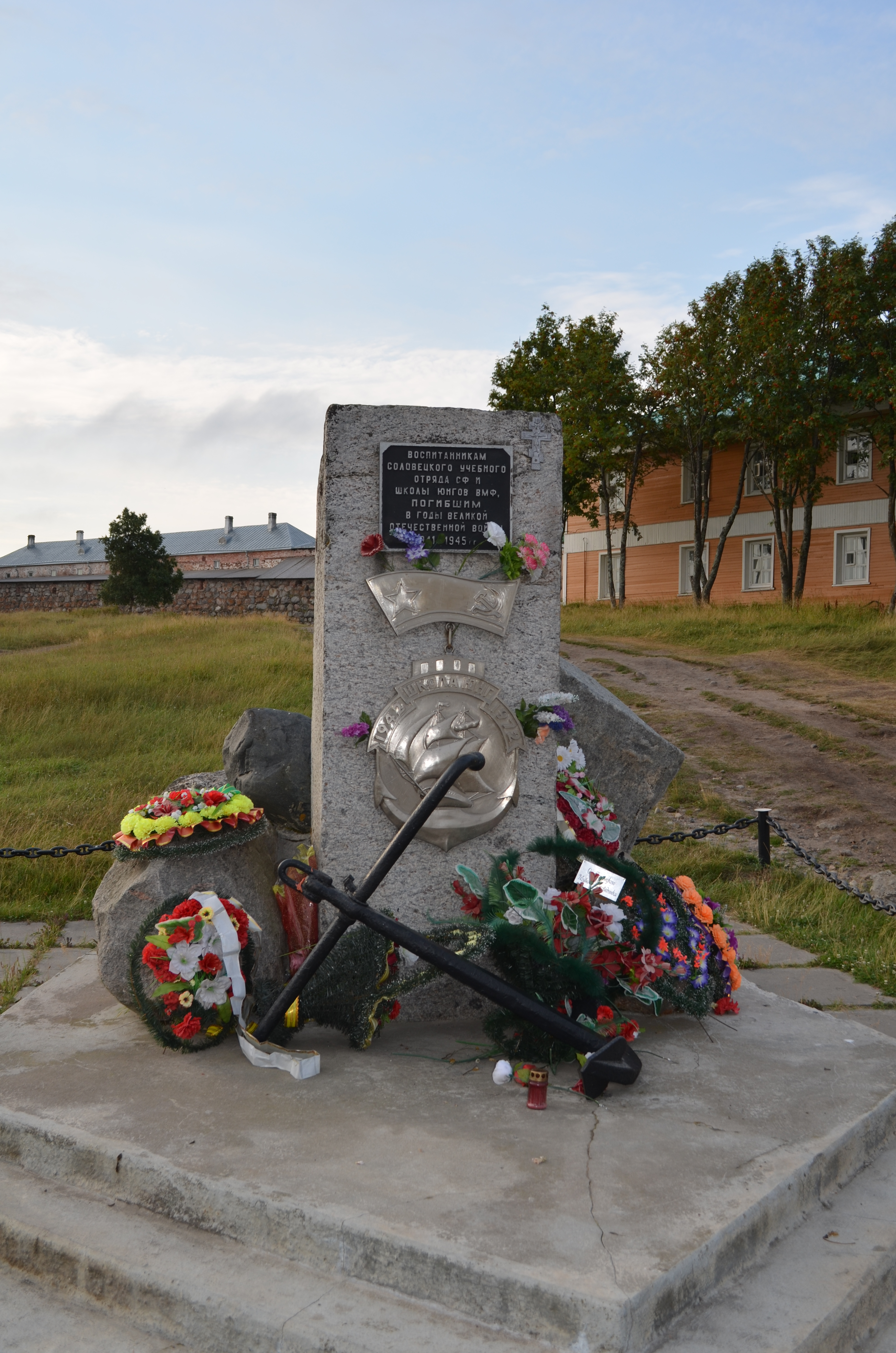
Пам’ятник вихованцям Соловецької школи юнг ВМФ, що загинули на фронтах Великої Вітчизняної війни
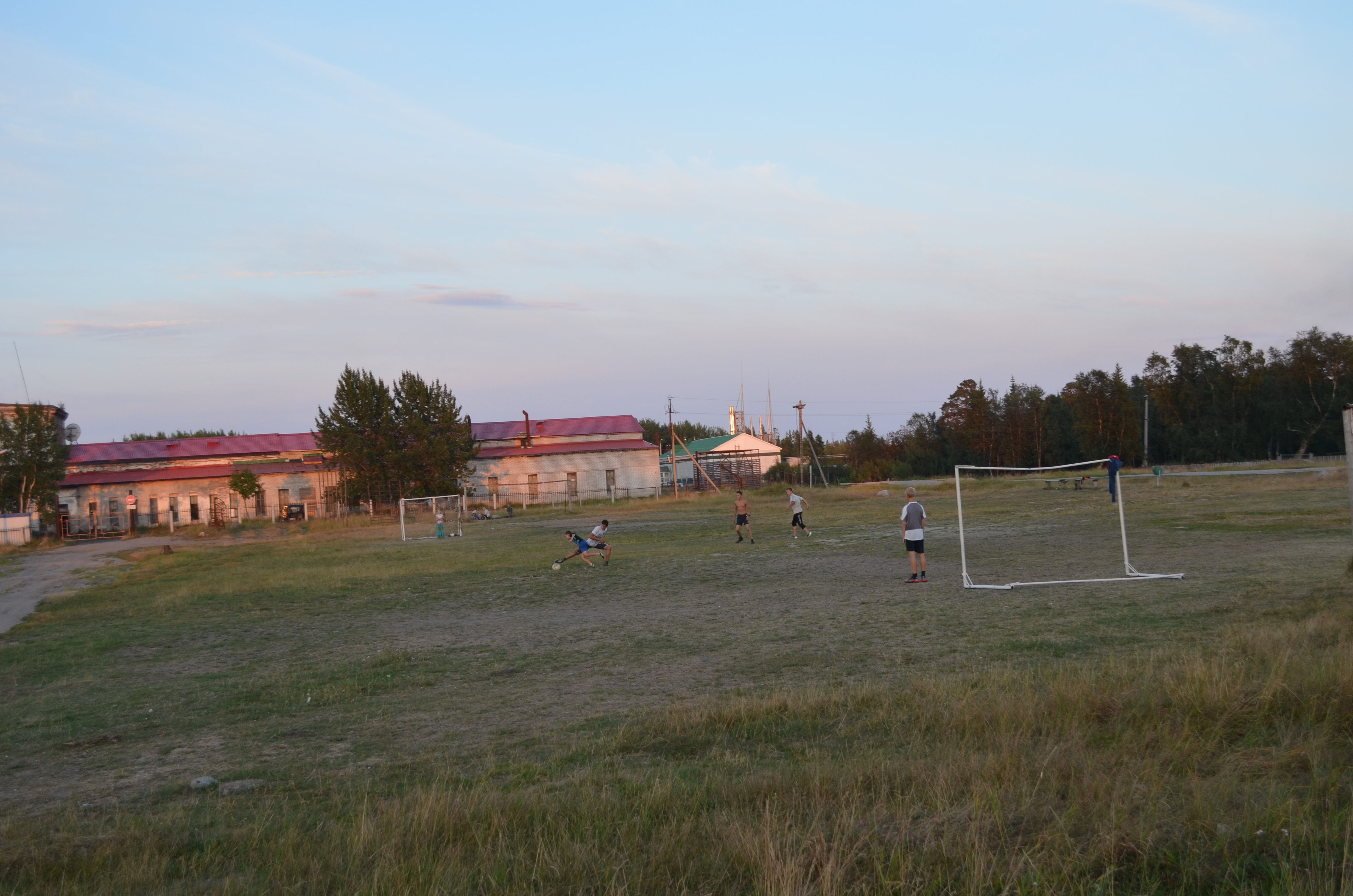
Футбольне поле
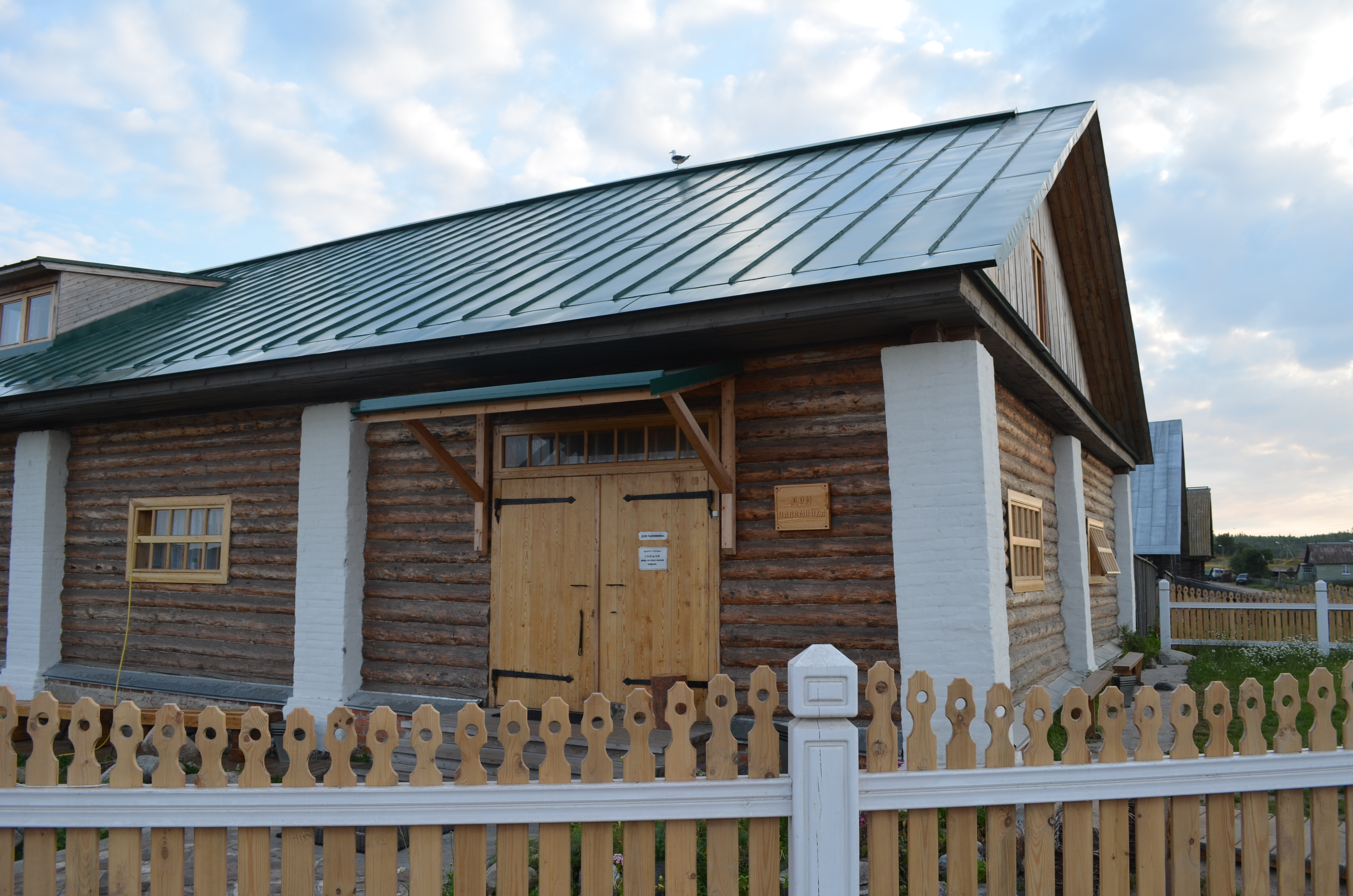
Дім паломника
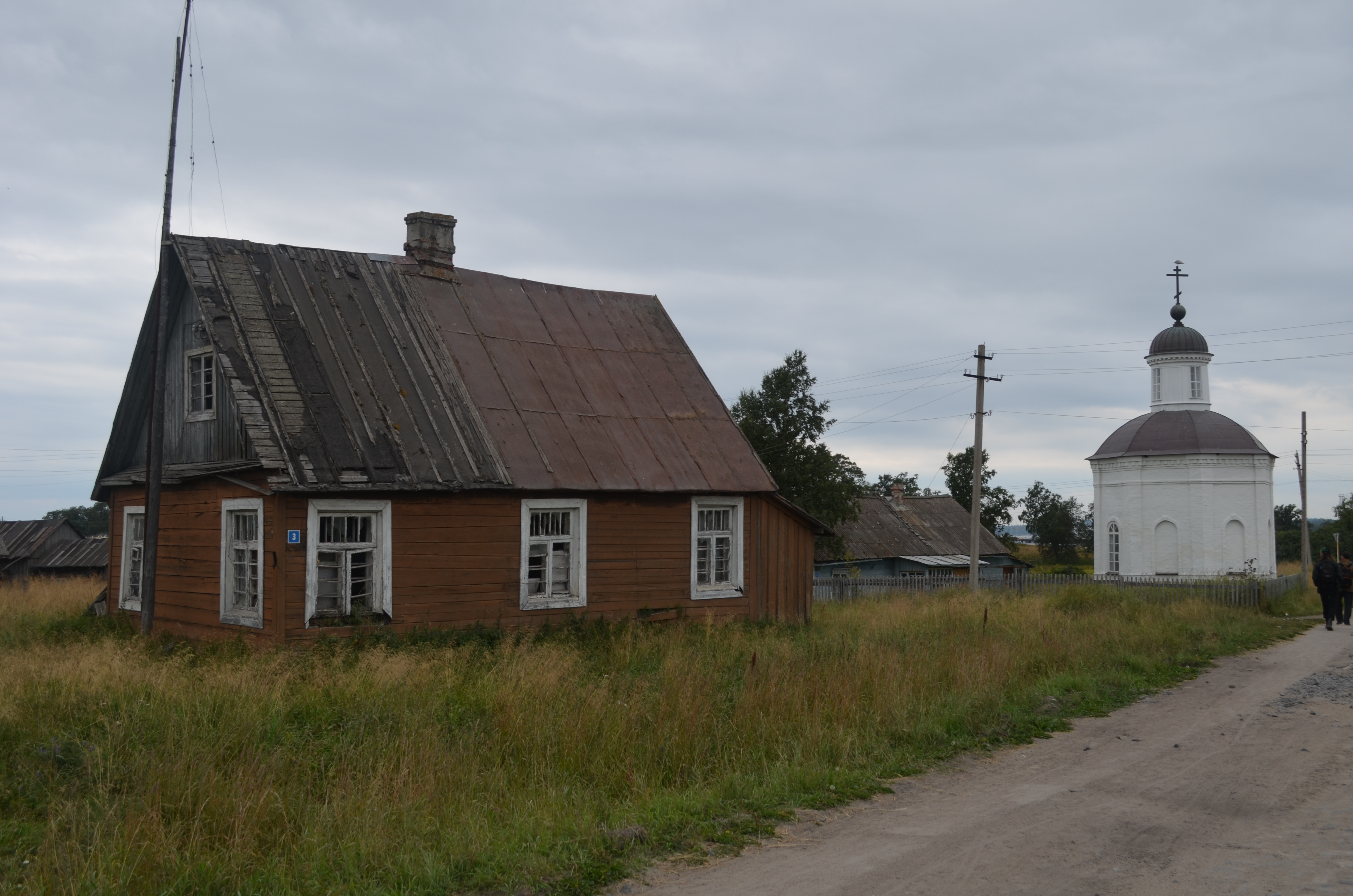
Будівля та каплиця